# Ixanthus
Ixanthus, monotipski biljni rod iz porodice sirištarki. jrdina vrsta I. viscosus, endem je na Kanarskim otocima Gran Canaria, Tenerife, La Gomera, Hierro i La Palma.

## Sinonimi
- Exacum viscosum (Ait.) Sm.
- Gentiana viscosa Ait.
- Hippion viscosum (Ait.) Spreng.
- Pneumonanthe viscosa (Ait.) F. W. Schmidt
- Wildpretina viscosa (Ait.) Kuntze